# Diecéze Tivoli
Diecéze Tivoli (latinsky Dioecesis Tiburtina) je římskokatolická diecéze v Itálii, která je součástí církevní oblasti Lazio a je bezprostředně podřízena Sv. Stolci. Katedrálou je bazilika sv. Vavřince v Tivoli.

## Stručná historie
V oblasti Tivoli se křesťanství šířilo již v době apoštolské. Tradice mluví o prvním biskupovi sv. Quirinovi ve 2. století, ale historicky je doložen až biskup Pavel v roce 366. Z Tivoli pocházeli dva papežové: Simplicius v 5. století a Jan IX. v 9. století. Tivolský biskup Barnaba Chiaramonti se stal papežem jako Pius VII.
V Subiacu vzniká mnišské benediktinská komunita, jejíž opatství bylo následně (1638) jako územní opatství Subiaco vyňato z diecéze. Od roku 2019 je in persona episcopi sjednocena se suburbikální diecézí Palestrina.